# Rai 3
«Rai 3» (Ра́й Трэ) — итальянский общественный телеканал, третий канал общественной телерадиовещательной корпорации «Rai». Начал вещание в 1979 году. Третий канал делает больший акцент на информацию и культуру, чем первые два. Также на нём есть программы регионального характера (ориентированные на регионы Италии).

## История
«Rete 3» (как он назывался тогда) официально начал вещание 15 декабря 1979 года в 18:30 (после года тестовых трансляций).
В период с 1987 по 1994 год на канале появились шоу «Samarcanda», «Blob», «Quelli che il calcio», «Avanzi», «Chi l'ha visto?», а также телеведущие 
Микеле Санторо, Серена Дандини, Фабио Фацио, Пьеро Кьямбретти.

## Программная политика
Это универсальный (с широким жанровым спектром) телеканал. Характерной чертой его является присутствие познавательных передач, публицистических передач, обсуждающих бытовые проблемы и проблемы государственных/общественных услуг, как то: коммунального и медицинского обслуживания, защиты прав потребителей и т.д., а также наличием блоков, адресованных региональным автономиям Италии.
Канал можно охарактеризовать как более (по сравнению с первым и вторым) углублённого социально-культурного направления.

## Руководство
- Анджело Гильельми[итал.] (1987 - 1994)[6]

## Телепередачи
- «Теледжорнале 3» (Telegiornale 3) - получасовая телегазета в 19.00, 25-минутные выпуски в 12.00 и 14.20;
- «Теледжорнале Регионе» (Telegiornale Regione) - 20-минутный региональный тележурнал в 14.00 и 19.30;
- «Трайль» (TRaiL) - местный тележурнал на ладинском;
- «Тагесшау» (Tagesschau) - местный тележурнал на немецком.